# フリードリヒ・アウグスト・ヴォルフ

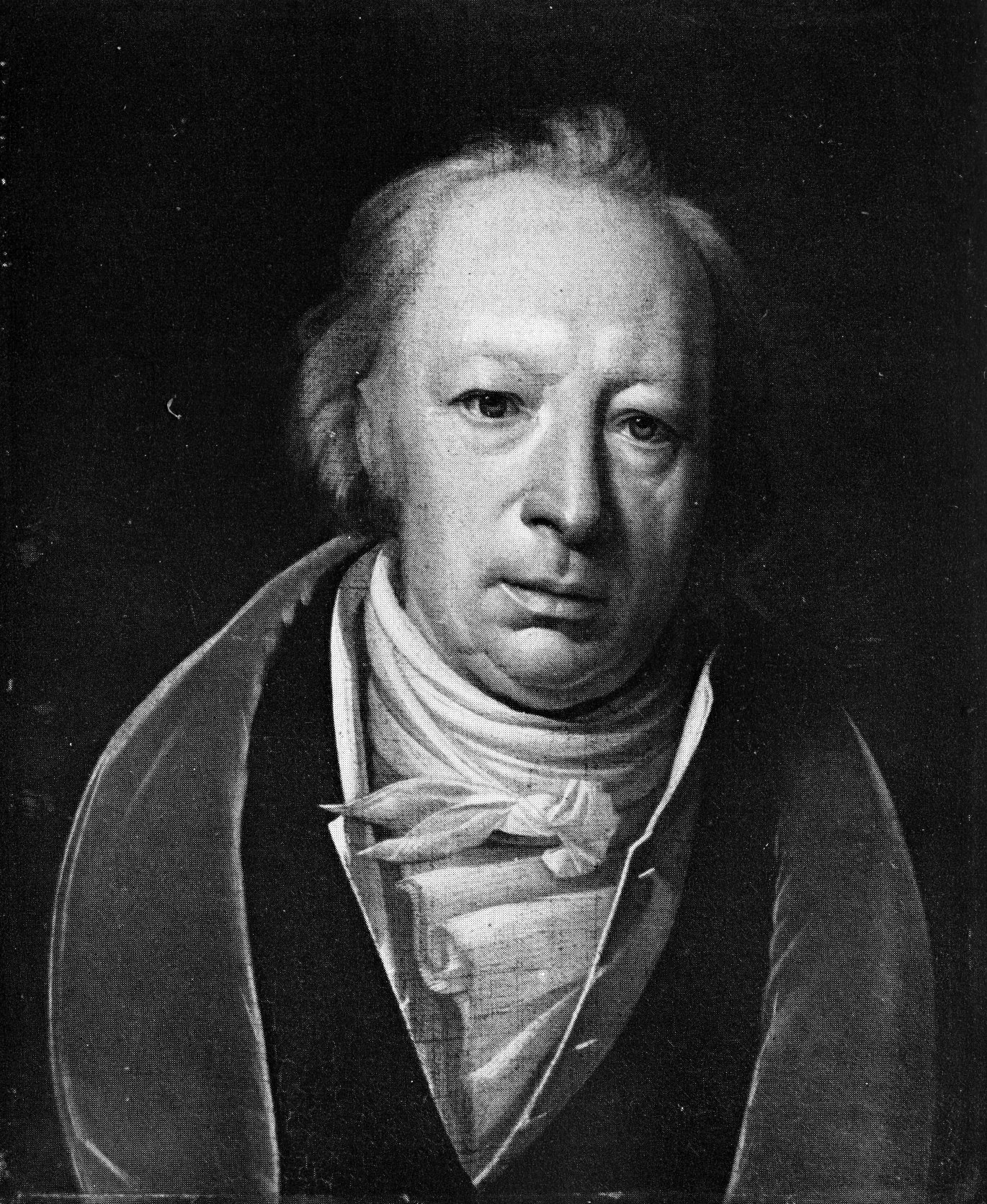
フリードリヒ・アウグスト・ヴォルフ

フリードリヒ・アウグスト・ヴォルフ（独: Friedrich August Wolf, F.A.ヴォルフ, 1759年2月15日 - 1824年8月8日）は、ドイツの文献学者・批評家。ホメーロス問題の研究で知られる。

## 略歴
ヴォルフは、ハノーファー領ノルトハウゼン付近の村ハインローデで誕生した。父親は村の校長兼オルガニストであった。やがて一家はノルトハウゼンに移り、そこのギムナジウムにおいてヴォルフはラテン語と古典ギリシア語を習得した。さらに、フランス語・イタリア語・スペイン語や音楽も習っている。
1777年、18歳でゲッティンゲン大学に入学。当時、クリスティアン・ゴットロープ・ハイネがゲッティンゲン大学における指導的な人物であったが、ヴォルフとハイネは良好な人間関係を築くことができなかった。ハイネは彼を講義から締め出し、彼のホメーロスについての見解を無愛想に否定した。しかし、彼は大学図書館から普段通りの貪欲さで本を借り出し、そこで自分の研究に没頭。その後教師となった彼は1779年から1783年にかけての時期、イルフェルトで、次いでオステローデにおいて教鞭をとった。ヴォルフの教師としての成功は目覚しいもので、プラトンの饗宴の校訂版を出版する時機を得た。この校訂版が注目を浴び、彼はプロイセン国立ハレ大学の教員となる。
1783年～1807年の間、彼はハレで暮らした。その間彼は、古典古代の側面に関しての論争に没頭し、文献学を「古代に於いて示されたものとしての人間本性についての学」と定義した。1789年には、「デモステネスの『レプティネス』についての注釈」を出版。1795年には代表作『ホメーロスへの序論』を刊行した。しかし『ホメーロスへの序論』の出版は、ハイネとの間に論争を引き起こすこととなる。ハイネは理不尽にも、「ヴォルフはゲッティンゲン大学で自分から聞いたことを再生産している。」と言って彼を告発したのである。その後、フランス軍が大学に侵攻してきたため彼はハレから追われ、ベルリンに引っ越す。
ベルリンで過ごす悲痛に満ちた陰鬱な日々は、ヴォルフを親友たちを疎外するほど不寛容な人物にさせた。ヴィルヘルム・フォン・フンボルトの尽力で、教育関係の官庁で職を得ることができたものの、この職に堪えられなくなった彼は再び教職へと戻る。しかし、成功していた過去のようには教えることはもはやできず、著作も殆どなし得なかった。ヴォルフの最もまとまった著作である『古代学の叙述』は、ベルリンで出版されたものではあるが、基本的にはハレ時代のものである。やがて健康が悪化すると、彼は南フランスで生活することを勧められマルセイユに至ったものの、病状は回復せず、そこで客死した。

## 関連文献
- 曽田長人『人文主義と国民形成』知泉書館、2005年。ISBN 4-901654-49-7（第一部第二章「フリードリヒ・アウグスト・ヴォルフ」）
- アンソニー・グラフトン著、ヒロ・ヒライ監訳・解題、福西亮輔訳『テクストの擁護者たち: 近代ヨーロッパにおける人文学の誕生』勁草書房〈bibliotheca hermetica叢書〉、2015年。ISBN 978-4-326-14828-8。（第九章「ヴォルフ序説──近代歴史主義の誕生」）